# Calahan Skogman
Calahan Wade Skogman (Green Bay, Wisconsin, 12 de mayo de 1993) es un actor estadounidense y exjugador de baloncesto y fútbol americano. Interpreta a Matthias Helvar en la serie de Netflix, Shadow and Bone (2021-). 

## Vida y carrera
Skogman nació en Green Bay, Wisconsin de padres Wade y Stefani, y se mudó a Seymour, Wisconsin de niño. Tiene ascendencia sueca, inglesa y alemana por parte de padre e italiana y húngara por parte de madre. Tiene un hermano menor, Clayton. Su tío abuelo es el artista nacido en Budapest Steven Kemenyffy.
Tras haber jugado al baloncesto «desde que podía andar», Skogman ganó cuatro títulos en baloncesto y fútbol en Seymour Community High School y fue seleccionado para el equipo All-State de la Asociación de Entrenadores de Baloncesto de Wisconsin como júnior y sénior. Aspiraba a entrar en la NBA. En su último año de instituto, fue aceptado antes de tiempo en la Universidad de Minnesota en Duluth.
Estudió historia y jugó en segunda División de la NCAA baloncesto y fútbol, ganando una carta en ambos deportes.
Después de su primer año, se trasladó a la Universidad de Wisconsin-La Crosse, donde ganó un All-WIAC First Team Honor. Comenzó sus estudios de Radiodifusión y presentó un programa de radio deportivo CWSports: The Handle en la emisora del campus RAQ Radio. Sin embargo, consiguió el papel principal en una producción de The Metal Heart, se dedicó a la interpretación y finalmente decidió cambiar su especialidad a Interpretación teatral, graduándose en 2015.
Se mudó a Los Ángeles y pasó a obtener un Máster en Bellas Artes en Actuación de la USC School of Dramatic Arts en 2019.
En diciembre de 2019, se anunció que interpretaría a Matthias Helvar en la serie de Netflix de 2021 Sombra y hueso, una adaptación de la serie de libros de fantasía Sombra y hueso y la duología Seis de cuervos de Leigh Bardugo. Un personaje recurrente en la temporada 1, ha sido ascendido a personaje regular para la temporada 2.

## Filmografía
| Año       | Título                            | Función                     | Notas                                                        |
| --------- | --------------------------------- | --------------------------- | ------------------------------------------------------------ |
| 2017      | G.I. Joe                          | Agente Mills                | Cortometraje                                                 |
| 2018      | Smile                             | Ron                         | Cortometraje                                                 |
| 2019      | ¡Títere de Sangre! Navidad del 94 | George                      |                                                              |
| 2020      | Atrapar                           | Frank el guardián del campo | Cortometraje                                                 |
| 2021-2023 | Shadow and Bone                   | Matthias Helvar             | Papel recurrente (temporada 1) papel principal (temporada 2) |